# Route nationale 359
Die Route nationale 359, kurz N 359 oder RN 359, war eine französische Nationalstraße.
Die Straße verlief von 1933 bis 1973 von Le Cateau-Cambrésis zur belgischen Grenze bei Jeumont verlief. Auf einem kurzen Stück war sie von der Nationalstraße 2 unterbrochen. Der Gesamtlänge betrug 52 Kilometer. Die Nationalstraße 49 übernahm den Ostteil 1973 und wurde dann im Laufe der Zeit auf eine ortsumgehende Schnellstraße verlegt.